# Championnat d'Europe des moins de 19 ans féminin de handball 2000
Navigation
Slovaquie 1998 Finlande 2002
Le championnat d'Europe des moins de 19 ans féminin de handball 2000, aussi nommé championnat d'Europe junior féminin de handball, est la 3e édition du tournoi. Il se déroule en France du 25 août au 2 septembre 2000. Seules les joueuses nées après le 1er janvier 1981 peuvent participer à la compétition.
La Roumanie remporte son deuxième titre consécutif dans la catégorie en battant la Russie en finale (30-28).

## Le vainqueur
| Champion d'Europe junior 2000 Roumanie 2e victoire |

## Classement final
Le classement final de la compétition est :
| Rang                      | Équipe         |
| ------------------------- | -------------- |
| Médaille d'or, monde      | Roumanie       |
| Médaille d'argent, monde  | Russie         |
| Médaille de bronze, monde | Croatie        |
| 4                         | Suède          |
| 5                         | Espagne        |
| 6                         | Norvège        |
| 7                         | Allemagne      |
| 8                         | Hongrie        |
| 9                         | RF Yougoslavie |
| 10                        | Danemark       |
| 11                        | France         |
| 12                        | Turquie        |